# うさまりあ
うさ まりあ（うさ まりあ、1993年（平成5年）3月20日 - ）は、日本のグラビアアイドル、タレント、YouTuber。東京都出身。

## 来歴
高校生の時に渋谷109前でスカウトされてから芸能活動を開始。
Jカップを武器にぽっちゃり系グラビアアイドルとして活動。
プロレスが好きで、2010年の活動開始から終了まで天龍プロジェクトのラウンドガールを務め、試合の前に「うさまりあのJカップインフォーメーション」というコーナーを担当していた。
2018年1月17日放送の『良かれと思って!女性芸能人50人が芸能界の（秘）ウラ事情を暴露SP』（フジテレビ）にてお笑いタレント・大西ライオンとの交際を告白。同年8月26日に『24時間テレビ』（日本テレビ）内で放送された『有吉反省会』（日本テレビ）で改めて2人一緒に出演し、1月から付き合っていることを明らかにした。
2019年8月31日をもって所属事務所マグニファイエンタテインメントを退社。これ以降フリーで活動している。
2021年6月、大西ライオンとの破局を報告。

## 人物
- 2匹の犬と暮らしており、ドッグトレーナーの技を駆使してしつけている。
- 最終学歴は専修大学経済学部
- 東京ヤクルトスワローズのファンである。
- マラソンが得意。過去には「板橋cityマラソン」で42.195キロ完走。「第13回24時間グリーンチャリティーリレーマラソンin東京ゆめのしま」で82キロ完走。「第34回つくばマラソン」「2015東京マラソン」にも出場。
- 公称スリーサイズはB105･W70･H90であるが、週刊プレイボーイの取材で計測したところ2018年9月現在、B109･W89.5･H97であった[7]。

## 出演

### TV
- マジすか学園3（テレビ東京・2012年[8]）
- くだまき八兵衛X（テレビ東京）
- Junji Table(テレビ朝日）
- テリー伊藤のTOKYOひとり暮らし娘（ひかりTV）
- せんせいのせい(テレビ朝日・2013年11月14日未明放送[9]）
- 真夜中のおバカ騒ぎ!（TOKYO MX・2013年4月 - [10]）
- 時間がある人しか出れないTV（TBS）
- タモリ倶楽部（テレビ朝日）「真夜中の静かなる寝姿の祭典　NEZZZ…Oチャンピオンシップ女子フリースタイル」(2018年6月1日)、「つるつる しこしこ 麗しのスキマうどん美人」(2019年6月28日)

### ウェブテレビ
- ニコジョッキー 「いんことうさの今日もミッション」レギュラー番組（2016年〜）
- モヤモヤさまぁ～ず２（配信オリジナル）ムチムチさまぁ～ず３（2017年8月13日・9月3日・9月10日・10月29日、ネットもテレ東、テレビ東京YouTube ch）ムチムチオーディション・しこしこオーディション
- ニコニコワークショップ「誰でもできる!?驚愕の催眠術講座 in ニコニコ本社」（2017年9月2日、ニコニコ生放送）[11]
- DTテレビ（2018年7月13日、AbemaTV)
- スピードワゴンの月曜The NIGHT（2020年9月15日、ABEMA）[12]

### 写真集
- 原寸大おっぱい図鑑（2017年8月2日、写真:須崎祐次、一迅社）[13] - Jカップ代表